# Albert Römer (Politiker)
Albert Römer (* 4. September 1900 in Wien; † 21. Juni 1977 ebenda) war ein österreichischer Politiker (ÖVP).

## Leben
Nach Besuch der Volksschule sowie der Realschule erwarb Römer an der Hochschule für Welthandel die Matura?. Nachdem er Erfahrungen im kaufmännischen Bereich gesammelt hatte, machte er sich selbstständig, als er zunächst eine Molkerei, später ein Transportunternehmen gründete. Zuletzt wurde er zum Bundesinnungsmeister der Molkereien und Käsereien gewählt.
1949 ging Römer in die Politik, als er für die ÖVP in den Wiener Landtag und Gemeinderat einzog. Diesem gehörte er bis 1956 an. Im Oktober 1956 folgte sein Wechsel als Mitglied in den Bundesrat. Als Bundesrat war er rund 13 Jahre lang, bis Juni 1969, tätig.